# シュナイドマンの憂鬱
『シュナイドマンの憂鬱』（しゅないどまんのゆううつ　英題： ShneidmanBlues）は、古本恭一監督による2024年の日本の映画。

## 概要
小津安二郎記念蓼科高原映画祭 で、”タルコフスキー＋チャップリン”と評された22分間のシニカル・コメディー。

通称『シュナ鬱』

キャッチコピーは
「ようこそ、混沌（カオス）へ」
「この22分が あなたの人生を変える」

## キャスト
岩壁男
演 - 古本恭一
岩壁から飛び降りたい男
星野環
演 - 水津亜子
ジャージの女
奥様　麻子
演 - 藤真由美
奥様　佳世
演 - 千咲としえ
奥様　祥絵
演 - 南久松真奈
ラッパー　FUMIKA
演 - 藤生眞有
ラッパー　ICHIGO
演 - 小林萌夏
ラッパー　Rie
演 - Sufa
ラッパー　KURI
演 - 清水義直
カップル　麻由里
演 - 高山璃子
カップル　陸
演 - 前多航史郎
New Tuber　舜
演 - 永島雄三
登山客　宇京
演 - 鈴木達也
山ガール　さつき
演 - 石月かなで
カフェ店長　尚人
演 - 黑田剛
ホームレス　龍太
演 - 小林康雄
現場作業員　信雄
演 - 太三
現場作業員　哲
演 - 野々瀬隆志
岩壁男の妻
演 - きむらまさみ
謎の男
演 - 大和田伸也

## スタッフ
- 監督 - 古本恭一
- 撮影 - 哉司　星野祐介
- 脚本 - 水津亜子
- 音楽 - 野口真紀
- ラップ作曲 - 清水義直
- 劇中歌 - 「My Dear Shneidman」
  - 作詞 - 星野環
- 監督補 - 山本大策
- 照明・録音 - 星野芳信
- 録音 - 鈴木出流
- 英語字幕 - 牧田めぐみ
- エグゼクティブプロデューサー - 工藤雪香
- 製作 - 古本ダクト

## 上映
- シモキタ - エキマエ - シネマ『K2』[3][4]

## 映画祭
- 第26回 小津安二郎記念蓼科高原映画祭 招待上映[5]

- NITIIN INTERNATIONAL FILM FESTIVAL  最優秀監督賞　最優秀脚本賞　最優秀音響効果賞　最優秀助演男優賞（大和田伸也）　最優秀助演女優賞（きむらまさみ）
- Makizhmithran International Film Festival  最優秀国際短編映画賞　最優秀脚本賞　最優秀助演男優賞　最優秀助演女優賞
- アテネ国際月間映画祭  優秀技術賞
- Santa Dev International Film Festival  最優秀国際短編映画　最優秀監督賞（古本恭一）最優秀脚本賞（水津亜子）最優秀男優賞（古本恭一）最優秀助演男優賞（大和田伸也）最優秀助演女優賞（水津亜子）
- Symbiotic Film Festival  入選
- ベルギー国際映画祭  最優秀国際短編映画　最優秀監督賞（古本恭一）最優秀男優賞（古本恭一）
- ベスビウス国際映画祭 最優秀俳優賞（古本恭一・きむらまさみ）
- アナトリア国際映画祭 最優秀監督賞ファイナリスト
- European Short Awards　ファイナリスト
- New York Istanbul Short Film Festival　入選
- Cairo independent film festival  入選